# Mateus Uribe
Andrés Mateus Uribe Villa (ur. 21 marca 1991 w Medellín) – kolumbijski piłkarz występujący na pozycji defensywnego lub środkowego pomocnika, reprezentant Kolumbii, od 2023 roku zawodnik katarskiego Al Sadd.

## Kariera klubowa
Uribe rozpoczynał karierę piłkarską w wieku dziewiętnastu lat w argentyńskim trzecioligowcu Deportivo Español. W ekipie ze stołecznego Buenos Aires spędził zaledwie kilka miesięcy, po czym powrócił do ojczyzny, podpisując umowę ze znanym z pracy z młodzieżą Envigado FC. W Categoría Primera A zadebiutował za kadencji szkoleniowca Pedro Sarmiento, 28 stycznia 2012 w zremisowanym 2:2 spotkaniu z Cúcuta Deportivo. Mimo stosunkowo młodego wieku od razu wywalczył sobie pewną pozycję w środku pola i premierowego gola w najwyższej klasie rozgrywkowej strzelił 26 maja tego samego roku w wygranej 1:0 konfrontacji z Deportes Tolima. Ogółem barwy Envigado reprezentował przez trzy lata, plasując się głównie w środku ligowej tabeli. Zaraz potem przeniósł się do nieco wyżej notowanego zespołu Deportes Tolima z miasta Ibagué; tam z kolei występował przez półtora roku, również bez poważniejszych sukcesów, lecz za sprawą udanych występów dołączył do grona czołowych pomocników ligi.
W lipcu 2016 Uribe przeszedł do krajowego giganta – ekipy Atlético Nacional z siedzibą w Medellín. Jeszcze w tym samym roku wygrał z nim puchar Kolumbii – Copa Colombia, a także dotarł do finału drugich co do ważności rozgrywek Ameryki Południowej – Copa Sudamericana (zwycięstwo zostało wówczas przyznane brazylijskiej ekipie Chapecoense, której zawodnicy zaraz przed finałem zginęli w katastrofie lotniczej). Wziął również udział w Klubowych Mistrzostwach Świata, zajmując tam wraz z Nacional trzecie miejsce. W wiosennym sezonie Apertura 2017 wywalczył natomiast z ekipą prowadzoną przez Reinaldo Ruedę swój pierwszy tytuł mistrza Kolumbii oraz superpuchar Ameryki Południowej – Recopa Sudamericana. W barwach Nacional spędził półtora roku, będąc jedną z gwiazd ligi kolumbijskiej – tworząc duet środkowych pomocników z Diego Ariasem imponował ruchliwością, umiejętnością krycia rywala i podłączenia się do akcji ofensywnej.

## Kariera reprezentacyjna
W seniorskiej reprezentacji Kolumbii Uribe zadebiutował za kadencji selekcjonera José Pekermana, 25 stycznia 2017 w przegranym 0:1 meczu towarzyskim z Brazylią.